# Palais Petrucci
Le Palazzo Reale ou Palazzo Petrucci est un palais de Sienne, donnant  sur la piazza Jacopo della Quercia, le côté droit du parvis du Duomo, la cathédrale Santa Maria Assunta.

## Histoire
Le palais dû à Bernardo Buontalenti fut construit pour le compte des Médicis sur les restes du chantier abandonné du Duomo Nuovo commencé au  Cinquecento. Comme pour la forteresse médicéenne elle affirmait la domination florentine sur la ville. Elle héberge aujourd'hui la préfecture et l'administration provinciale.